# Futurology
Futurology è il dodicesimo album discografico in studio del gruppo musicale alternative rock britannico Manic Street Preachers, pubblicato il 7 luglio 2014. L'album è stato registrato nei celebri studi di registrazione Hansa Ton Studios di Berlino.

## Tracce
1. Futurology – 3:05
2. Walk Me to the Bridge – 3:14
3. Let's Go to War – 2:58
4. The Next Jet to Leave Moscow (feat. Cian Ciaran) – 3:23
5. Europa Geht Durch Mich (feat. Nina Hoss) – 3:24
6. Divine Youth (feat. Georgia Ruth) – 3:22
7. Sex, Power, Love and Money[2] – 3:13
8. Dreaming a City (Hughesovka) – 4:39
9. Black Square – 4:07
10. Between the Clock and the Bed (feat. Green Gartside) – 3:35
11. Misguided Missile – 4:19
12. The View from Stow Hill – 4:08
13. Mayakovsky – 3:38
14. Blistered Mirrors – 2:51
15. Empty Motorcade – 3:57
16. The Last Time I Saw Paris – 4:04

## Formazione
- James Dean Bradfield - voce, chitarra
- Nicky Wire - basso, voce
- Sean Moore - batteria